# Stefanie Melbeck
Stefanie Melbeck, född 16 april 1977 i Hamburg, Västtyskland, är en tysk före detta handbollsspelare. Hon var vänsterhänt och spelade som högernia och högersexa.

## Karriär
Som ungdomsspelare spelade Stefanie Melbeck först för TuS Nenndorf i nio år. 1992 då hon var 15 år började hon spela för  VfL Horneburg till seniorkarriärens början. Resten av sin klubbkarriär spelade Melbeck i huvudsak för Buxtehuder SV. Efter tre år i klubben gjorde hon sin första tid i utlandet i danska Randers HK 1999–2001. I Randers nådde hon Challenge cups final 2000.
Melbeck återvände till Buxtehuder SV. Nu spelade hon i klubben i sex år. Melbeck blev utlandsproffs i Danmark 2007 och spelade för KIF Vejen. Från sommaren 2010 spelade Melbeck återigen för Buxtehuder SV. Melbeck blev gravid i december 2012 och då avslutade hon sin karriär vid 35 års ålder. I december 2014 gjorde hon comeback för Buxtehuder SV.  Efter säsongen slut på våren 2015 avslutade hon karriären för andra gången. Med klubben vann hon tyska cupen 2015. Sedan 2019 har Stefanie Melbeck varit medlem i den verkställande kommittén för Buxtehuder SV.
Melbeck spelade också i Tysklands damlandslag i handboll och hon spelade 223 landskamper, och antecknades för 483 mål. Hon debuterade den 29 april 1998 i en match mot Ungern. Främsta meriten i landslaget var ett erövrat brons vid VM 2007 i Frankrike. Med Beachhandbollslaget vann hon EM 2006.Hon spelade också vid OS 2008 i Beijing.